# Ivan Eľko
Ivan Eľko (* 6. prosince 1964, Myjava) je slovenským luterským knězem a generálním biskupem Evangelické církve augsburského vyznání na Slovensku.
Absolvoval Slovenskou evangjelickou bohosloveckou fakultu v Bratislavě. Působil ve sborech v Kostolném, Krajném a v Nitře. V letech 2006–2012 byl seniorem Dunajsko-nitranskeho seniorátu; roku 2017 se stal předsedou synodu ECAV. Roku 2018 byl zvolen generálním biskupem a do úřadu byl uveden v březnu 2019.
V březnu 2019 byl zvolen předsedou Ekumenické rady církví na Slovensku.
Je ženatý, s manželkou Evou má syna a dceru.